# Коза з трьома козенятами
«Коза з трьома козенятами», або «Коза та троє козенят» (рум. Capra cu trei iezi) — казка румунського письменника Йона Крянґе, яка вперше була опублікована в журналі Convorbiri literare 1 грудня 1875 року. Образно ілюструючи поняття материнської любові та дитячої непокори, у ній розповідається про те, як великий злий вовк спустошує сім'ю кіз, якого впускає всередину захищеного дому найстарший, найбільш невихований і найменш розважливий з козенят. З дітей виживає лише наймолодший і найслухняніший, який потім допомагає матері спланувати помсту хижакові, що призводить до розв'язки, коли вовка обманюють, спалюють живцем і забивають камінням до смерті.
Популяризована в румунській навчальній програмі та включена до букварів, ця казка залишається одним із найвідоміших творів у місцевій дитячій літературі. Вона також є кількох музичних, театральних і кіноадаптацій як у Румунії, так і в Молдові.

## Сюжет
Оповідання починається зі знайомства з її героями: працьовитою й овдовілою козою та трьома її козенятами, з яких двоє старших погано поводяться, а найменший слухається матері. Одного разу коза збирає всіх трьох, кажучи їм, що вона повинна піти шукати їжу, наказуючи їм не відкривати двері, якщо вони не почують, як вона співає характерним тихим голосом приспів.
Розмову підслуховує вовк, який підглядає за родиною кози. Незважаючи на те, що лиходій є хрещеним батьком козенят (і кум самої кози), лиходій має намір з'їсти її дітей. Через деякий час після того, як мати пішла, вовк підкрадається до дверей і починає співати приспів трьом козенятам. Хитрістю вдається переконати двох старших дітей, які кидаються відчиняти двері. Їх зупиняє молодший, який помічає, що приспів виконується незвично грубим голосом.
Почувши це теж, великий злий вовк поспішає до кузні, де йому «точать» язик і зуби. Потім він повертається до будинку кози, і цього разу виконує приспів тихим голосом. Старше козеня ігнорує пораду свого молодшого брата, який радить не відчиняти, і кидається, щоб впустити незнайомця. Тим часом двоє інших ховаються у будинку: молодший пробирається у заповнений сажею димар, а старший ховається під перекинутим коритом. Як тільки вовк потрапляє всередину, він обезголовлює необережне козеня і з'їдає його цілком. Це спонукає ввічливого, але необачного козеня (те, що ховається під коритом), заговорити й побажати йому să-ţi fie de bine (приблизно як «смачного»). В результаті цього зловмисник знаходить його і з'їдає теж. Витративши деякий час на пошуки третього козенятка, вовк втомлюється і, мабуть, принизливим жестом, забруднює стіни кров'ю козенят і кладе їхні голови на підвіконня, змінюючи вираз обличчя, щоб здаватися, що вони посміхаються.
Вовк зрештою йде, а найменше козенятко виходить із димаря неушкодженим. Спочатку введена в оману головами, які посміхаються їй, коли вона входить у двір, коза дізнається про те, що сталося від найменшого козеняти, і починає планувати свою помсту. Незабаром після цього вона починає готувати ситну їжу і наповнює велику яму біля свого будинку вуглинками та дровами, що повільно горять. Вона покриває місце тонкими шарами землі та листя, а поверх них кладе табуретку з воску. Потім коза йде в ліс і зустрічає свого кума, повідомляючи йому лихо, що спіткало її родину. Вовк робить вигляд, що нічого не знає. Вона також запрошує його відвідати традиційну панахиду за козенятами в її будинку. Вовк погоджується і мимоволі сідає на восковий стілець, який плавиться, коли він смакує їжею. Згодом він падає в яму, і його охоплює полум'я. Коли він повільно горить і благає про порятунок, коза повідомляє йому, що вона дотримується слів Святого Письма, які вона перефразовує як «смерть за смерть, опік за опік». Історія закінчується тим, що мати та дитина добивають свого ворога камінням, а всі козли в цьому районі святкують смерть справжнім бенкетом.

## Інтерпретації
Рання критична інтерпретація «Кози з трьома козенятами» була надана Джорджем Келинеску, впливовим міжвоєнним літературним критиком та істориком. Визначивши орієнтовну мораль казки як «ілюстрацію материнської любові», він побачив, що історія Крянґе виходить за межі цієї обмеженої мети як через стиль, так і через наміри. На його думку, твір став «драмою материнства» та байкою з використанням характерного антропоморфізму («прийоми Лафонтена»). У цьому контексті, зазначав він, у казці також міститься комедійна «аналогія між тваринним і людським світом», з «символами-карикатурами»: коза «багато говорить і блеє» як «карикатура на материнство, яке природа сама забезпечила», а й як «балакуча і плаксива жінка»; вовк як «людина без сором'язливості».
Історик літератури Мірча Брага досліджував оповідь, щоб знайти теми, які, на його думку, є характерними як для творчості Крянґе, так і для румунського фольклору: «тривожна ситуація» (у цьому випадку похід кози-матері та незвичайна відповідальність, покладена на її синів), обряд переходу (перевірка здатності дітей ховатися від небезпеки) та щасливий кінець як тріумф добра (насмішкуватий бенкет кози).
Етнолог Шербан Ангелеску інтерпретував всю історію через її символіку, пов'язану з їжею та вогнем. За його оцінкою, опозиція між козою та вовком полягає в протистоянні «годувальника par excellence», чиї виробничі здібності вказуються паролем (у формі приспіву), який вона вибирає, та вторгнення «завзятого споживача», який святкує свій статус, виконуючи «загадковий ритуал» з відрубаними головами дітей. На думку Ангелеску, сюжет перевертає ці дві головні ролі, перетворюючи козу на м'ясоїдну тварину, вовка — на «стейк», а «кулінарний вогонь» — на «вогонь болю, помсти та смерті». Таким чином, історія передбачає «потрійне блюзнірство» щодо румунських православних звичаїв: хижак з'їдає своїх хрещених синів, коза вбиває свого кума, а знищення вовка відбувається під час поминального бенкету.
Окреме розуміння казки надав Дан Гредінару, дослідник творчості Крянґе, який піддав її психоаналітичній інтерпретації та стверджував, що він пропонує розуміння дитинства письменника. У його інтерпретації вовк символізує батька Крянґе Штефана, який, ймовірно, жив окремо від матері письменника Смаранди, але, можливо, час від часу відвідував її заради сексуальних привілеїв. Версія Гредінару також стверджує, що автор, сприймаючи події через версію Едіпового комплексу, представив себе наймолодшою дитиною, і що його втеча в трубу печі натякає на материнську вагіну. Літературний критик Лумініца Марку в цілому схвалив монографію Ґредінару, але зазначив, що такі інтерпретації є спекулятивними, езотеричними та «школярським застосуванням психоаналітичних шаблонів».

## Вплив

### Освіта
Казка Крянґе залишила вагомий слід у системі освіти Румунії. «Коза з трьома козенятами» була традиційною частиною підручників та рекомендацій щодо читання для наймолодших учнів протягом усього 20-го століття, і залишилася такою у 21-му. У період комуністичного правління, текст отримав ідеологізоване тлумачення. Обговорюючи масову пропаганду букварів, виданих за комунізму, як «політичну казку, що підлягає комуністичній законності», літературний критик Йон Манолеску посилався на адаптоване та ілюстроване видання 1986 року, яке зображувало протистояння «непримітного[уточнити] вовка буржуазного вигляду» та «кози, одягненої в селянський одяг».

### Мистецтво
«Коза та її троє козенят» надихнули на створення різних творів мистецтва. Відомий румунський композитор Александру Зірра на основі казки створив оперу з одноіменною назвою, прем'єра якої відбулася 1941 року у Румунській Національній Опері.
У 2002 році відбулася прем'єра адаптації Крістіана Пепіно для лялькового театру. У 1968 році на сюжет казки був створений короткометражний анімаційний фільм режисером Антоном Матером. Оперну версію 1978 року склала Злата Ткач на лібрето поета Грігоре Вієру. Ігор Вієру, один із визнаних критиками митців Молдавської РСР, створив ілюстрації до місцевих видань казки.